# Бенковски (област Пловдив)
Вижте пояснителната страница за други значения на Бенковски.
Бенковски е село в Южна България. То се намира в община Марица, област Пловдив.

## География
Село Бенковски се намира в Горнотракийската низина на 12 км северозападно от град Пловдив, на надморска височина 163 м. Площта на селото е 1689,3 ха. Населението наброява 1273 души.

## История
По най-ранни документирани сведения село Бенковски е създадено около 1576 г. под името Мързян. Според преданията е старо тракийско селище, за което свидетелстват множеството тракийски могили, някои от които съществуват.
През 1939 г. селото е преименувано на Бенковски, както се е казвала жп гарата, построена на 12 декември 1933 г. (тогава е открита линията Пловдив-Панагюрище). Било е център на Община с три съставни села – Бенковски, Радиново и Войсил.
Местната църква – „Св. Троица“ е построена в двора на училището през 1880 г. Заради ценните стенописи и иконостаса е обявена за паметник на културата с писмо на Националния институт на паметниците на културата от 19 юли 1974 г. и писмо на Светата Пловдивска метрополия от 3 март 1975 г. Купелът за Светото кръщение с дата 1856 г. показва, че религиозен живот е имало и по време на владичеството.
Първото училище в село Бенковски е построено преди Освобождението. През 1929 г. е построена нова сграда за учениците до четвърти клас. През 1939 г. е открита и сградата на основното училище – „Георги Бенковски“ – средищно училище, в което учат децата от селата Бенковски, Радиново и Войсил.
Читалището – първоначално „Небосклон“, а впоследствие „Васил Левски“ – е създадено на 28 януари 1930 г. Настоящата сграда на читалището е построена през 1959 г. С разнообразните си форми на дейност то съхранява и предава на поколенията българска самобитност, духовност, любов към изкуството и културните ценности.

## Население
Численост на населението според преброяванията през годините:
| \| Година на преброяване \| Численост \| \| --------------------- \| --------- \| \| 1934 \| 1266 \| \| 1946 \| 1468 \| \| 1956 \| 1426 \| \| 1965 \| 1384 \| \| 1975 \| 1334 \| \| 1985 \| 1392 \| \| 1992 \| 1346 \| \| 2001 \| 1323 \| \| 2011 \| 1362 \| \| 2021 \| 1366 \| |           |
| Година на преброяване | Численост |
| 1934 | 1266      |
| 1946 | 1468      |
| 1956 | 1426      |
| 1965 | 1384      |
| 1975 | 1334      |
| 1985 | 1392      |
| 1992 | 1346      |
| 2001 | 1323      |
| 2011 | 1362      |
| 2021 | 1366      |

### Етнически състав
Преброяване на населението през 2025 г.
Численост и дял на етническите групи според преброяването на населението през 2025
|                     | Численост | Дял (в %) |
| Общо                | 1362      | 100       |
| Българи             | 1048      | 76,94     |
| Турци               | 7         | 0,51      |
| Цигани              | 14        | 1,02      |
| Други               |           |           |
| Не се самоопределят |           |           |
| Неотговорили        | 291       | 21,36     |

### Любопитно
Бележити личности на село Бенковски са братя Христо и Георги Търневи (потомци на род Шишкови), съратници на Левски, Бенковски и Волов. По случай 120 години от Априлското въстание през 1996 г. потомците на братя Търневи от Шишковия и Търнев род със съдействието на кметството построяват чешма-паметник до автобусната спирка за град Пловдив.
Северно от селото се намира селскостопанско летище, на което до 1990 г. е базиран пловдивският отряд на селскостопанската авиация.